# 小林インターチェンジ
小林インターチェンジ（こばやしインターチェンジ）は、宮崎県小林市にある宮崎自動車道のインターチェンジである。

## 歴史
- 1976年3月4日：えびのIC - 高原IC間開通に伴い供用開始。

## 道路
- E10 宮崎自動車道（1番）

## 接続する道路
- 宮崎県道1号小林えびの高原牧園線

## 料金所
- ブース数：4

### 入口
- ブース数:2
  - ETC/一般:1
  - ETC専用:1

### 出口
- ブース数:2
  - 一般:1
  - ETC専用:1

## バス停留所
当停留所停車時は、本線車道からいったん降りてランプウェイに入り、料金所手前でバス停留所専用道路に入ることで料金所を通らず停車できる構造になっており、両方向とも同一の停留所設備を使用する。 
当ICに隣接している北きりしま物産センター「四季彩館」の駐車場はバスストップまでの距離が非常に近いため、この辺りの駐車場としては珍しく、有料である。開業当初は、無料であり、パークアンドライド目的の利用を当て込んで駐車台数を競合する同規模の施設よりも多くしたが、予想を遥かに上回る利用であったため、有料駐車場に移行している。
| 路線愛称           | 運行会社                                    | 方面 |
| ------------------ | ------------------------------------------- | --- |
| フェニックス号     | 宮崎交通 JR九州バス 西日本鉄道 九州産交バス | 人吉IC → 八代IC → 八女IC → 久留米IC → 高速基山 → 福岡（呉服町・博多BT・天神高速BT） ※宮崎行きは降車のみ                           |
| みとシティライナー | 美登観光バス                                | 新八代駅前 → HEARTSバスステーション博多 ※宮崎行きは降車のみ                                                                       |
| B&Sみやざき号      | 宮崎交通 JR九州バス 産交バス                | 新八代駅前 ※宮崎行きは降車のみ |
| なんぷう号         | 宮崎交通 九州産交バス                       | 宮崎行き：都城北 → 宮崎（宮交シティ・宮崎駅） 熊本行き：えびのIC → 人吉IC → 益城 → 熊本（熊本県庁前・桜町BT・熊本駅前・西部車庫） |
| ブルーロマン号     | 宮崎交通 長崎県交通局                       | 高速大村木場 → 諫早IC → 長崎（昭和町・長崎駅前） ※宮崎行きは降車のみ                                                              |
| マンゴーライナー   | 宮崎交通                                    | 鹿児島空港 ※宮崎行きは降車のみ |

## 周辺情報
- えびの高原
- 生駒高原

## 隣
E10 宮崎自動車道
(21)えびのJCT - (BS)飯野BS - (1)小林IC/BS - (SA)霧島SA - (2)高原IC/BS